# Toyota TS010
La Toyota TS010 è uno Sport Prototipo da competizione costruito nel 1991 dalla omonima casa automobilistica giapponese per competere nella categoria Gruppo C del Campionato del mondo sportprototipi e nella 24 Ore di Le Mans negli anni tra il 1991 e il 1993. È anche famosa per aver riuscito a rompere le costole ad Andy Wallace e Hitoshi Ogawa durante dei test nella Eastern Creek Raceway.

## Contesto
Dopo diverse vetture di Gruppo C realizzate dalla Toyota sul finire degli anni ottanta e spinte dal motore V8 biturbo di 3,6 litri, nel 1991 in seguito all'entrata in vigore nel Mondiale Prototipi del nuovo regolamento Sport 3,5 litri, la casa giapponese indirizza i suoi sforzi nella realizzazione di una vettura di nuova concezione conforme alla normativa tecnica, costruendo un nuovo telaio sul quale viene montato un inedito motore V10 di 3,5 litri atmosferico.

## Tecnica

### Motore
Il propulsore che spinge la vettura è V10 con angolo tra le bancate di 72°,  con una cilindrata di 3,5 litri, il monoblocco e le testate sono realizzate in lega di alluminio, ha una distribuzione a 5 valvole per cilindro azionate da doppio albero a camme per bancata. L'unità sviluppa una potenza massima di oltre 600 CV nelle specifiche utilizzate per la 24 Ore di Le Mans, mentre nelle gare sprint è utilizzata una evoluzione da 700 CV.

### Telaio

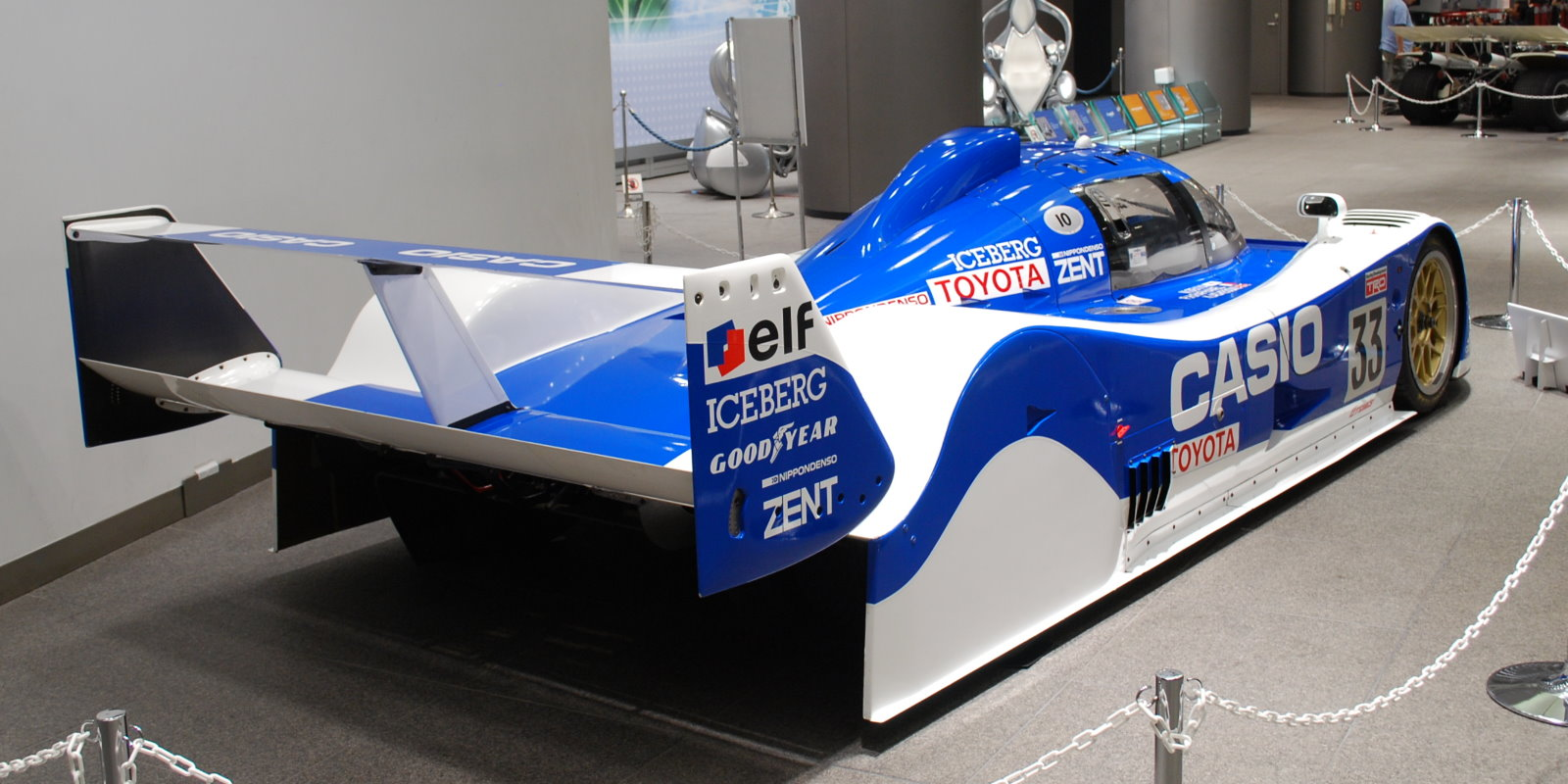
Il posteriore della Toyota TS010

Progettata dall'ingegnere Tony Southgate, già progettista di innumerevoli prototipi vincenti di Jaguar e Mazda, la TS010 ha una struttura composta da un telaio monoscocca in fibra di carbonio con inserimenti di alluminio a nido d'ape, al quale è unito il gruppo motore-cambio che svolge una funzione portante, la carrozzeria è in fibra di carbonio. La trasmissione è costituita da un cambio manuale a 6 rapporti e la trazione è posteriore. Le sospensioni sono di tipo indipendenti, hanno uno schema a triangoli sovrapposti con puntoni diagonali (push rod) sia all'avantreno e che al retrotreno con barre antirollio regolabili, lo sterzo a cremagliera è servoassistito elettricamente, monta pneumatici Goodyear. L'impianto frenante è composto da 4 freni a disco in carbonio. Il corpo vettura ha un peso totale di circa 750 kg.

### Aerodinamica
Su questa vettura i radiatori dell'acqua e dell'olio sono collocati all'avantreno sul muso, alle spalle dell'abitacolo si innalza una presa d'aria dinamica per convogliare l'aria ai collettori di aspirazione del motore. Sul fondo del prototipo vi è un diffusore che assieme all'alettone biplano posteriore posto dopo di esso sviluppano un importante effetto suolo; lungo le fiancate le ruote posteriori sono carenate dalla carrozzeria per sigillare meglio l'estrattore.

## Risultati sportivi

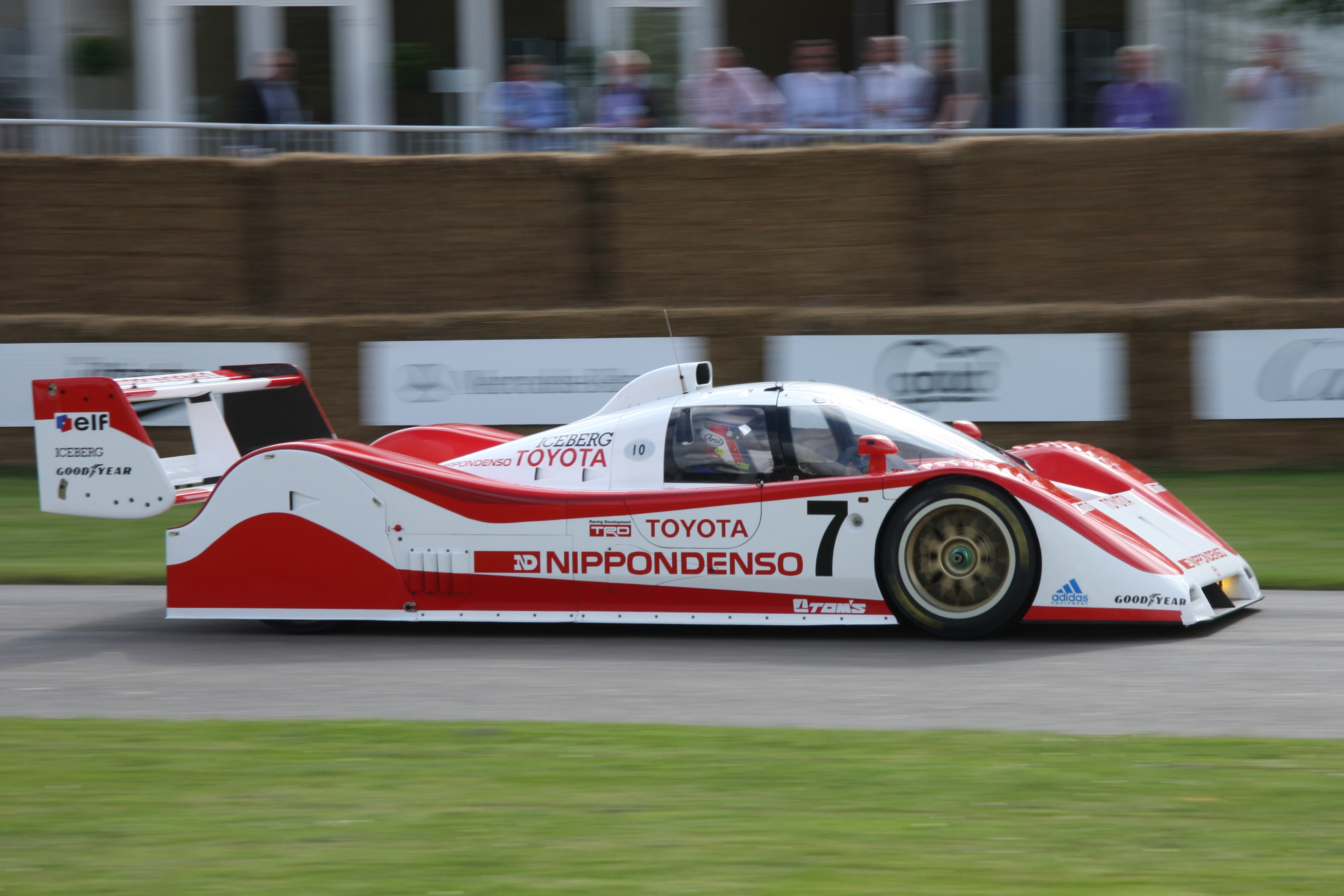
Toyota TS010

La vettura debutta in occasione dell'ultima prova del Campionato Mondiale Sport 1991, la 430 km di Autopolis in Giappone, concludendo la gara al 6 posto finale.

La stagione sportiva 1992 si apre con una vittoria alla 430km di Monza, la TS010 approfittando di un'uscita di pista della Peugeot 905 che era al comando, vince sotto la pioggia una gara insidiosa. Alla 24 Ore di Le Mans 1992 la Toyota schiera 3 vetture, la meglio piazzata di esse arriva 2ª assoluta a 6 giri di distacco dalla Peugeot 905 vincitrice. Nelle restanti prove di campionato le vetture giapponesi non riescono a battere le Peugeot, a fine stagione la Toyota chiude al 2º posto in classifica costruttori.
Nel 1993 il mondiale prototipi viene soppresso e la Toyota concentra i suoi sforzi esclusivamente sulla 24 Ore di Le Mans 1993, per questa gara vengono realizzati 3 nuovi telai, ma i risultati non sono vincenti, la migliore delle TS010 termina al 4º posto assoluto mentre la Peugeot conquista i primi tre posti.